# Friedemann Bach (Film)
Friedemann Bach ist ein deutscher Spielfilm aus dem Jahr 1941. Der Film hat den Bach-Sohn Wilhelm Friedemann Bach zum Thema und basiert auf dem Roman Friedemann Bach von Albert Emil Brachvogel. Der Film schildert Wilhelm Friedemann Bach als talentierten Sohn, der versucht, aus dem Schatten seines väterlichen Vorbildes herauszutreten.

## Handlung
Während eines Hauskonzerts der Bachfamilie bekommt diese Besuch vom Sohn Wilhelm Friedemann. Dieser hat gerade seine Stelle in Halle aufgegeben, weil er die dortigen Repressalien nicht mehr länger ertragen konnte. Nachdem er seiner Schwester Friederike hilft, dem Vater Johann Sebastian ihre Verlobung mit Johann Christoph Altnikol mitzuteilen, bekommt die Familie Besuch vom Boten des sächsischen Hofes. Johann Sebastian wird um Teilnahme an einem musikalischen Wettstreit gegen den französischen Komponisten Louis Marchand gebeten. Da Johann Sebastian jedoch seinen Thomanerchor nicht im Stich lassen will, schickt er Friedemann nach Dresden.
Für diesen geht der Wettstreit siegreich aus, da Marchand während Friedemanns Darbietung die Flucht ergreift. Friedemann wird nun ein gefragter Musiklehrer, zu dessen Schülerinnen auch die Comtesse Antonia Kollowrat gehört, und bekommt vom Hof den Kompositionsauftrag für ein Ballett. Aus ihm und der Tänzerin Mariella Fiorini wird, auch unter dem Einfluss von Heinrich Graf von Brühl, der ein Auge auf Antonia geworfen hat, ein Paar. Nach dem Erfolg des Balletts soll Friedemann zum Hofkomponisten ernannt werden. Als das Ballett bei Antonia jedoch auf Kritik stößt, erkennt Friedemann, dass die Oberflächlichkeit des Hofes nicht mit seinen künstlerischen Ambitionen zusammenpasst. Zwischen Friedemann und Antonia entwickeln sich zarte Bande. Friedemann verspricht, sich eine neue Stelle zu suchen und Antonia dann nachzuholen; sein Vater werde ihm bei der Stellensuche helfen.
Doch als Johann Sebastian stirbt, beginnt für Friedemann eine Reihe von Enttäuschungen. Da man immer wieder Musik im Stil seines Vaters von ihm verlangt, gibt er schließlich bei seiner Bewerbung in Braunschweig eine frühe Komposition seines Vaters als eigene aus. Der Schwindel fliegt auf, Antonia und Christoph reagieren verständnislos. Frustriert erwidert Friedemann, dass er nicht mehr länger mit seinem Vater verglichen werden, sondern Wilhelm Friedemann Bach sein will.
Verbittert schließt er sich einer Schauspieltruppe an, da er dort als das angesehen wird, was er ist. Als Christoph ihn nach Jahren dort aufsucht und ihm mitteilt, dass Antonia in Braunschweig auf ihn gewartet hat, will Friedemann sie wiedersehen, doch ist sie inzwischen mit Heinrich Graf von Brühl verheiratet. Als Friedemanns Truppe eine Vorstellung in Dresden gibt, arrangiert der Graf ein Aufeinandertreffen von Friedemann und Antonia. Obwohl sie ihm immer noch helfen will, lässt Friedemann sie seine Verbitterung spüren; auf Geheiß des Grafen muss Friedemann Sachsen verlassen.
Verzweifelt bietet Friedemann einem Musikalienhändler eine Komposition seines Vaters an. Als ein Kunde des Händlers Johann Sebastian Bach verhöhnt, gerät Friedemann mit ihm in Streit und erhält von diesem eine Verletzung mit dem Dolch, an welcher er wenig später stirbt.

## Historische Richtigstellungen
Der Wettstreit gegen Marchand wurde historisch von Johann Sebastian Bach bestritten. Wilhelm Friedemann Bach wurde älter als im Film geschildert, er starb 1784 mit 73 Jahren. Mit Maria Anna Franziska von Kolowrat-Krakowsky (1717–1762) war Heinrich Graf von Brühl seit 1734 verheiratet. Friedemann war als Organist zuerst in Dresden (1733–46) an der Sophienkirche und danach in Halle (1746–64) an der Marienkirche angestellt, demnach haben sein Vater (gest. 1750) und seine Stiefmutter (gest. 1760) die Kündigung des Sohnes in Halle nicht mehr erlebt. Friedemann heiratete ein Jahr nach dem Tod des Vaters Dorothea Elisabeth Georgi; die sich durch den Film ziehende Beziehung zu Antonia ist eine Erfindung des Autors der Romanvorlage. Dass von Friedemann Musik im Stile seines Vaters verlangt worden wäre, ist historisch wenig plausibel, denn dessen Musik galt zur Zeit von Friedemanns kompositorischem Wirken als unzeitgemäß; der Empfindsame Stil war der herrschende Musikgeschmack nach dem Tod Johann Sebastian Bachs.

## Kritiken
„In dem sentimentalen Künstlerdrama, das von historischen und biografischen Tatsachen weit entfernt ist, bietet nur die Musik ein authentisches Bach-Erlebnis.“

„Ein schwacher Film, trotz Gründgens.“